# Anders Nicolai Kiær
Anders Nicolai Kiær (Drammen, 15 settembre 1838 – Oslo, 16 aprile 1919) è stato uno statistico norvegese.

## Biografia
Kiær fu il primo direttore dell'ufficio di statistica norvegese, e con il suo intervento nel 1895 a Berna in occasione del congresso dell'Istituto Internazionale di Statistica, diede il via alla discussione sulla scientificità della tecnica campionaria dal punto di vista della scienza statistica.

## Pubblicazioni
- Historical Sketch of the Development of Scandinavian Shipping, Journal of Political Economy, 1893. www.jstor.org
- Observations and experiences with representative surveys, documento presentato al congresso di Berna dell'IIS, 1895
- Den representative undersøgelsesmetode, 1897. www.ssb.no
- Statistische Beiträge zur Beleuchtung der ehelichen Fruchtbarkeit, due Volumi, 1903-1905
- An Attempt at a Statistical Determination of the Birth Rate in the United States, Publications of the American Statistical Association, 1919. www.jstor.org